# استجابة الحكومة الفدرالية الأمريكية لجائحة فيروس كورونا
استجابت الحكومة الفيدرالية للولايات المتحدة في البداية لجائحة كوفيد-19 في الدولة عبر مجموعة من إعلانات الطوارئ، أدى بعضها إلى وضع قيود الدخول والسفر بالإضافة إلى تشكيل فريق عمل البيت الأبيض لفيروس كورونا. مع تقدم الجائحة في الولايات المتحدة وحول العالم، بدأت الحكومة الأمريكية في إصدار التوصيات المتعلقة بالاستجابة حسب الولاية والحكومات المحلية، بالإضافة إلى إجراءات التباعد الاجتماعي وضوابط الأخطار المهنية. بعد إغلاق معظم الأعمال التجارية في عدد من الولايات الأمريكية، أعلن الرئيس دونالد ترامب عن تعبئة الحرس الوطني في أكثر المناطق المتأثرة.
في مارس وأبريل 2020، أقر الكونغرس الأمريكي العديد من حزم التحفيز المالية كجزء من الجهود الكبيرة لمواجهة الجائحة. أصدر كل من مجلس النواب ومجلس الشيوخ العديد من القوانين التشريعية المقترحة من أجل توفير الإغاثة الاقتصادية. بالإضافة إلى ذلك، أجرى عدد من الإدارات تغييرات أخرى في السياسة الفيدرالية، بعضها بتوجيه من الرئيس ترامب.
ولدت اتصالات إدارة ترامب المتعلقة بالجائحة استجابات سلبية. وُصف الرئيس ترامب في البداية بالمتفائل فيما يتعلق باستجابة الدولة للجائحة وبمستوى خطر مرض فيروس كورونا 2019 على العامة. مع تصاعد الجائحة وتفاقمها في الولايات المتحدة، أدلى ترامب بعدد من التصريحات الكاذبة أو المضللة. في المقابل، أدلى مسؤولو إدارة ترامب بعدد من التصريحات الداعمة لإجراءات التباعد الجسدي وإغلاق الأعمال التجارية.

## خلفية
في 31 ديسمبر 2019، أبلغت الصين عن مجموعة من حالات ذات الرئة في مدينة ووهان. في 7 يناير 2020، أكد مسؤولو الصحة في الصين ظهور فيروس كورونا المعدي المستجد كمسبب للمرض الذي لحق بالمجموعة. في 8 يناير، أصدرت مراكز السيطرة على الأمراض والوقاية منها (سي دي سي) استشارة طبية رسمية عبر شبكة التوعية الصحية (إتش إيه إن) الخاصة بها وأنشأت بنية إدارية للحوادث مسؤولة عن تنسيق الإجراءات الصحية العامة المحلية منها والعالمية. في 10 و11 يناير، حذرت منظمة الصحة العالمية (دبليو إتش أو) من احتمالية كبيرة لانتقال العدوى من شخص لآخر وحثت على اتخاذ الاحتياطات. في 20 يناير، أكدت منظمة الصحة العالمية إلى جانب الصين وجود انتقال العدوى من شخص لآخر.ظهرت أول حالة كوفيد-19 في الولايات المتحدة في 20 يناير، لرجل عائد من زيارة عائلية في ووهان، الصين إلى منزله في مقاطعة سنوهوميش، واشنطن في 15 يناير. طلب الرجل العناية الطبية في 19 يناير. وردت حالة ثانية في 24 يناير، لدى امرأة عائدة من ووهان إلى شيكاغو، إلينوي في 13 يناير. نقلت المرأة العدوى إلى زوجها، وأُكدت إصابته بالفيروس في 30 يناير، وكانت آنذاك أول حالة مؤكدة للانتقال المحلي في الولايات المتحدة. في نفس اليوم، أعلنت منظمة الصحة العالمية عن دخول التفشي في حالات طوارئ الصحة العامة محل الاهتمام الدولي، محذرةً أنه «على جميع الدول الاستعداد للاحتواء». في اليوم التالي، 31 يناير، أعلنت الولايات المتحدة أيضًا حالة الطوارئ الطبية العامة.

## الأحداث الأولية وتشكيل فريق العمل
اطلع مسؤولو إدارة ترامب على تفشي فيروس كورونا في الصين في 3 يناير 2020. وأطلع مسؤولو الصحة الرئيس بشكل رئيسي على الفيروس لأول مرة في 18 يناير، عندما اتصل وزير الصحة والخدمات البشرية «إتش إتش إس» أليكس أذار بترامب أثناء وجوده في مارالاغو.
في 27 يناير، عقد رئيس الموظفين آنذاك ميك مولفاني اجتماعًا مع مساعدي البيت الأبيض للفت انتباه أكبر نحو الفيروس بين كبار المسؤولين. بعد يومين، في 29 يناير، أسس الرئيس ترامب فريق عمل البيت الأبيض لفيروس كورونا، بقيادة الوزير أذار، وذلك من أجل تنسيق الجهود ومراقبتها «لرصد انتشار كوفيد-10 ومنعه واحتوائه وتخفيفه» في الولايات المتحدة. في 26 فبراير، كلف ترامب نائب الرئيس مايك بنس مسؤولية استجابة الدولة للفيروس.
كُلفت الوكالة الفيدرالية لإدارة الطوارئ (إف إي إم إيه) بتأمين الإمدادات الطبية في 17 مارس. أعطى ستة أشخاص من موظفي «سي دي سي» تصريحات لقناة «سي إن إن» في قصة منشورة في 20 مايو. صرح المسؤولون عن عدم ثقة البيت الأبيض بوكالة «سي دي سي» وعن قيامهم «بتكميمها»، مع «تخفيف» توصياتهم ما بعد مارس. في الإدارات السابقة، عُوملوا بصفتهم «علماء»، لكن «نُعتبر نحن المشكلة إذا ما عارض العلم الذي نقدمه أي هدف سياسي محدد» في إدارة ترامب.
في أوائل مايو، اقترح الرئيس ترامب إلغاء فريق العمل بشكل تدريجي لاستيعاب مجموعة أخرى متمركزة حول إعادة فتح الاقتصاد. وسط رد الفعل العنيف، صرح ترامب عبنًا عن استمرار فريق عمل فيروس كورونا «إلى أجل غير مسمى». ومع ذلك، بحلول نهاية مايو، انخفض تواتر اجتماعات فريق عمل فيروس كورونا، مرة واحدة فقط في الأسبوع، بالمقارنة مع وقت مبكر من الجائحة إذ اجتمع يوميًا حتى في عطلات نهاية الأسبوع.

## قيود الدخول والسفر
في 31 يناير، أعلنت ثلاثة خطوط جوية رئيسية للولايات المتحدة (دلتا والأمريكية والمتحدة) عن تعليق رحلات الطيران بين الولايات المتحدة والصين اعتبارًا من أوائل فبراير، على الرغم من استمرار الخطوط الجوية المتحدة في تحديد رحلات للأمريكيين العائدين. لاحقًا في ذلك اليوم، أعلن الرئيس ترامب عن قيود السفر مع دخولها حيز التنفيذ في 2 فبراير، إذ سيُمنع بموجبها دخول المواطنين الأجانب الموجودين في الصين في الأسبوعين السابقين إلى الولايات المتحدة. استثنت القيود أفراد الأسرة المباشرين للمواطنين الأمريكيين والمقيمين الدائمين. بدأت شركات الطيران الصينية الكبرى في تعليق رحلاتها من الصين إلى الولايات المتحدة بعد ثلاثة أيام من إعلان قيود السفر. بالإضافة إلى القيود على المواطنين الأجانب، فرض ترامب الحجر الصحي لمدة 14 يوم على الأمريكيين العائدين من خوبي، البقعة الساخنة الرئيسية لفيروس كورونا في ذلك. مثّل هذا أول قانون حجر صحي تفرضه الحكومة الفيدرالية للولايات المتحدة منذ 50 عام. على الرغم من توصية منظمة الصحة العالمية بعدم فرض قيود السفر في ذلك الوقت، صرح وزير الصحة والخدمات البشرية أليكس أذار عن صدور القرار وفقًا لتوصيات مسؤولي الصحة في وزارة الصحة والخدمات البشرية «إتش إتش إس». أجرت ذا نيويورك تايمز تحليلًا بوصول أكثر من 380,000 شخص إلى الولايات المتحدة من الصين في يناير، بما في ذلك ما يقارب 4,000 شخص من ووهان. بعد بدء القيود، وصل ما يقارب 40,000 شخص إلى الولايات المتحدة من الصين في فبراير ومارس.
بشكل لاحق للقيود المتعلقة بالصين، فرضت إدارة ترامب المزيد من القيود في الأسابيع التالية:
- في منتصف فبراير، عارض مركز السيطرة على الأمراض والوقاية منها «سي دي سي» السماح بعودة أربعة عشر شخصًا مصابًا بكوفيد-19 من ركاب السفينة السياحية أميرة الألماس إلى الولايات المتحدة دون إكمالهم الحجر الصحي لمدة 14 يوم. إلا أنه تعرض للنقض بواسطة مسؤولي وزارة الخارجية الأمريكية.[19]
- في 2 مارس، فُرضت قيود السفر على المواطنين الأجانب الموجودين في إيران في الأسبوعين السابقين. استثنت القيود أفراد الأسرة المباشرين للمواطنين الأمريكيين والمقيمين الدائمين. أُعلن عن هذا الإجراء في 29 فبراير.[20]
- في 12 مارس، أوصى مركز «سي دي سي» بعدم السفر غير الضروري إلى الصين، ومعظم أوروبا، وإيران، وماليزيا وكوريا الجنوبية. في الأسبوع التالي، أوصت وزارة الخارجية الأمريكية مواطنيها بعدم السفر إلى الخارج، ويجب على من هم في الخارج «ترتيب عودتهم الفورية إلى الولايات المتحدة» إلا في حال رغبتهم البقاء في الخارج إلى أجل غير مسمى.[21]
- في 19 مارس، علقت وزارة الخارجية خدمات تأشيرات السفر الروتينية في جميع القنصليات والسفارات الأمريكية حول العالم.[22]
- في 20 مارس، بدأت الولايات المتحدة في حظر دخول المواطنين الأجانب الموجودين في 28 دولة أوروبية مختلفة خلال آخر 14 يوم. يستطيع المواطنون الأمريكيون، والمقيمون الدائمون وأفراد عائلاتهم المباشرون العائدون من الخارج الدخول إلى الولايات المتحدة بموجب القيود الجديدة، لكن يجب على أولئك العائدين من إحدى الدول المحددة الخضوع للفحوصات الصحية والحجر الصحي والمراقبة لمدة 14 يوم. بالإضافة إلى قيود السفر المطبقة السابقة، مدد ترامب فترة الحجر الصحي والمراقبة المفروضة على القادمين من إيران ومجمل الصين. يجب على جميع رحلات الطيران القادمة من الدول المحظورة الهبوط في واحد من 13 مطار حيث فرضت وزارة الأمن الداخلي الأمريكية (دي إتش إس) فحوصات دخول «معززة». مُنع 241 أجنبي على الأقل (بما في ذلك عدد من الكنديين)، منن سافروا إلى الصين وإيران مؤخرًا، من دخول الولايات المتحدة في الفترة الممتدة بين 2 فبراير و3 مارس.[23]
- في 21 أبريل، أعلن الرئيس ترامب عن صدور أمر تنفيذي قادم بمنع الأشخاص من طلب الحصول على البطاقات الخضراء لمدة 60 يوم.[24]

## جهود الاحتواء في الولايات المتحدة

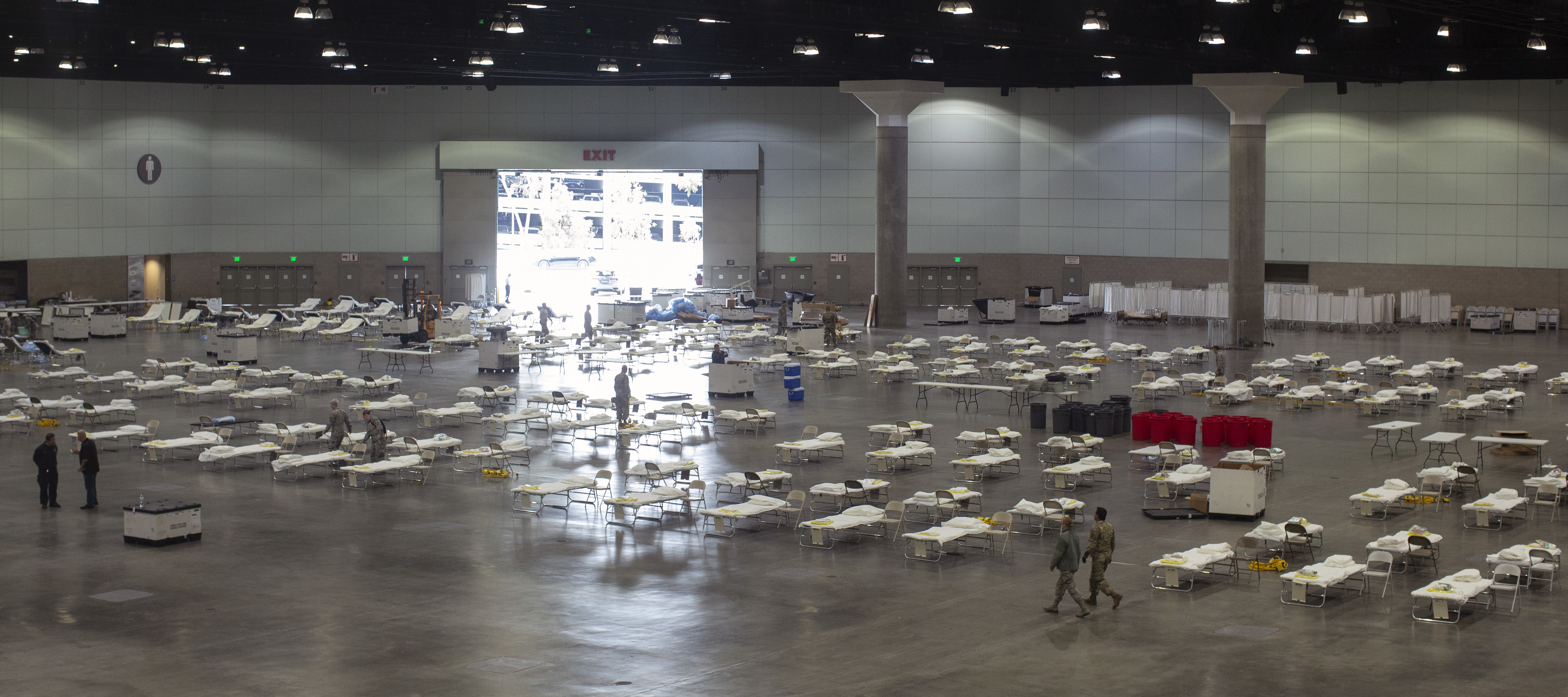
29 مارس: أسرّة مستشفى مجهزّة في مركز مؤتمرات لوس أنجلوس

حذرت منظمة الصحة العالمية في 30 يناير قائلةً: «يجب على جميع البلدان الاستعداد لاحتواء الفيروس، ويشمل ذلك المراقبة النشطة والكشف المبكر والعزل وتدبير الحالات وتتبّع مخالطي المرضى والوقاية من الانتشار التصاعدي للفيروس». طلبت مراكز السيطرة على الأمراض والوقاية منها في 25 فبراير من الشعب الأمريكي أن يستعد لتفشي المرض.
بحلول شهر فبراير بحثت مراكز السيطرة على الأمراض والوقاية منها في خيارات السيطرة على انتشار كوفيد-19 في الولايات المتحدة الأمريكية، واختيرت «للرصد الإنذاري» المبكر ست مدن يُعتقد أنها الأشد خطورة بغية كشف وجود الفيروس عند مرضى لا يستوفون معايير الفحص التي وضعتها مراكز السيطرة على الأمراض والوقاية منها، والمدن الست هي شيكاغو ونيويورك وسان فرانسيسكو ولوس أنجلوس وسياتل وهونولولو. أُنجز عدد قليل من هذه الاختبارات بنجاح في غضون خمسة أسابيع، وحالما أظهرت الاختبارات انتشار المرض بين أفراد ليس لديهم عوامل خطر مرتبطة بالسفر، بدأ المسؤولون الحكوميون في كاليفورنيا بإصدار أوامر «البقاء في المنزل»، ومر أسبوع على الأقل قبل إصدار أوامر مشابهة في أجزاء أخرى من البلاد.
قال الدكتور أنتوني إس فاوتشي في مؤتمر صحفي عقده البيت الأبيض في الأول من أبريل، إن على الرغم من توقُّعه تخفيف قواعد التباعد الاجتماعي في نهاية المطاف حتى قبل توفر اللقاح، سيظل اللقاح ضروريًا لإنهاء الجائحة.

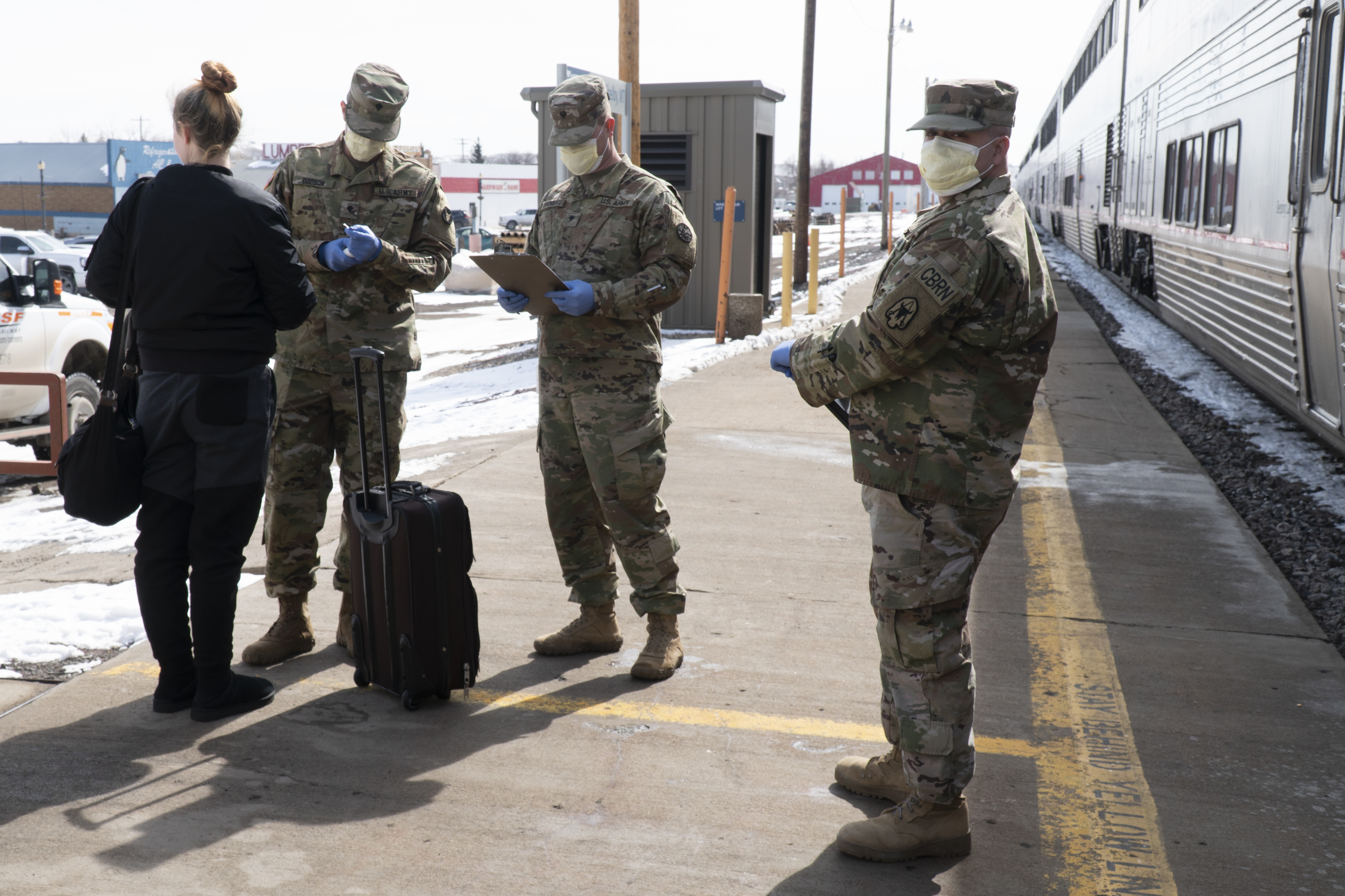
حرس مونتانا الوطني يجري المسح على المسافرين القادمين من خارج الولاية في محطة أمتراك في شيلبي، مونتانا، في 3 أبريل 2020.

ضمن الجهود المبكرة لاحتواء الجائحة والتخفيف من حدتها داخل الولايات المتحدة الأمريكية، أعلن كبير الأطباء جيروم آدامز في أوائل شهر مارس أنه سيتعين على القادة المحليين النظر قريبًا في إلغاء التجمعات الكبيرة والتفكير في سياسات العمل عن بعد وإغلاق المدارس. في الأسابيع القليلة التالية، فرضت عدة ولايات أوامر البقاء في المنزل على نطاق وشدة مختلفين، ما حدّ من الأماكن التي يمكن للناس السفر إليها والعمل والتسوق فيها بعيدًا عن منازلهم.
في 16 مارس أعلن ترامب عن «15 يومًا لإبطاء الانتشار»، وهي سلسلة من التوجيهات المستندة إلى توصيات مراكز السيطرة على الأمراض والوقاية منها متعلقة بالتباعد الاجتماعي والعزل الذاتي وحماية المعرضين لخطر كبير، وأوصت الحكومة أيضًا بإغلاق المدارس وتجنب التجمعات التي يزيد حاضروها عن عشرة أشخاص. استشهدت منسقة الاستجابة لفيروس كورنا ديبورا بيركس بتحليل أجراه فريق الاستجابة لكوفيد-19 من جامعة إمبريال في لندن يتوقع موت 2.2 مليون شخص في الولايات المتحدة الأمريكية إن لم يتخذ المسؤولون الحكوميون أي إجراء. أوصى الباحثون بفرض التباعد الاجتماعي على جميع السكان وإغلاق جميع المدارس والجامعات، وأوصى البيت الأبيض بالتزام «التباعد الاجتماعي». وبعد شهر واحد، قدر اختصاصيا علم الأوبئة بريتا جيويل ونيكولاس جيويل أنه لو نُفذت سياسات التباعد الاجتماعي في الولايات المتحدة الأمريكية أبكر بأسبوعين فقط، لكان من الممكن خفض عدد الوفيات الناتجة عن كوفيد-19 في الولايات المتحدة الأمريكية بنسبة %90.
بحلول 21 مارس، أمر حكام ولايتي نيويورك وكاليفورنيا وولايات كبيرة أخرى معظم الشركات بإغلاق أبوابها والناس بالبقاء في المنزل مع استثناءات محدودة. فمثلًا، أُعفيت المؤسسات المالية وبعض متاجر البيع بالتجزئة والصيدليات والمستشفيات ومعامل التصنيع وشركات النقل وشركات أخرى في نيويورك من ذلك، وحُظرت التجمعات الضرورية بغض النظر عن عدد أفرادها أو سببها.
في أواخر مارس، أعلن ترامب أن الحرس الوطني سيُنشر في كاليفورنيا ونيويورك وواشنطن، وأن الوكالة الفدرالية لإدارة الطوارئ (إف إي إم إيه) سترسل وحدات طبية كبيرة مجهزة بآلاف الأسرّة إلى الولايات الثلاث. أعلنت مدينة شيكاغو عن نيتها استئجار أكثر من ألف غرفة فندقية فارغة لعزل مرضى فيروس كورونا الذين لا يحتاجون إلى المستشفى. تشمل مرافق الاحتواء والرعاية سفينتين طبيتين تابعتين للبحرية. وصلت السفينة التابعة للبحرية الأمريكية ميرسي إلى لوس أنجلوس في 27 مارس، ووصلت السفينة الثانية كومفورت إلى مدينة نيويورك في 30 مارس.
في 28 مارس أعلن الرئيس أنه لن ينفذ أمر إغلاق ثلاثي يشمل نيويورك ونيوجيرسي وكونيتيكت، بعد أن أشار علنًا في وقت سابق من ذلك اليوم إلى أنه يفكر في هذه الخطوة؛ وبدلًا من ذلك، أمر مراكز السيطرة على الأمراض والوقاية منها بإصدار تقرير إرشادي يضع حدودًا طوعية للسفر في هذه الولايات.
تحولت مباني الألعاب الرياضية والترفيه إلى مستشفيات ميدانية. فمثلًا، أُجل مهرجان كوتشيلا فالي للموسيقى والفنون إلى أكتوبر، وتحولت أرض المعارض التي يُقام فيها عادة إلى مركز طبي. ولتحضير مساكن للمشردين، اشترت ولايات مثل كاليفورنيا فنادق خاصة وأنزال (موتيلات) لجعلها ملاجئ لحالات الطوارئ أو أماكن مخصصة للعزل، واستدعيَت القوى العاملة من الجيش العسكري والجيوش المتطوعة للمساعدة في بناء مرافق الطوارئ.
في 31 مارس، توقعت بيركس مجددًا حدوث (1.5 إلى 2.2) مليون وفاة، إذا لم يفعل المسؤولون الحكوميون شيئًا لإيقاف الفيروس، مقارنة بنحو 100-240 ألف وفاة إذا اتُخذت تدابير مثل التباعد الاجتماعي. مع بداية أبريل، شجع الكثير من المسؤولين الحكوميين والمحليين، بمن فيهم رؤساء بلديات نيويورك ولوس أنجلوس والحكام أو دوائر الصحة في كولورادو وبنسيلفاني ا ورودآيلاند السكان على وضع أقنعة الوجه القماشية غير الطبية عند التواجد في الأماكن العامة، ليكون ذلك إجراءً إضافيًا هدفه منع نقل العدوى للآخرين دون دراية. أصدرت مراكز السيطرة على الأمراض والوقاية منها توصيات مماثلة في 3 أبريل، ونصح مسؤولو الصحة عمومًا بعدم استخدام معدات الوقاية الشخصية الخاصة بالقطاع الطبي (مثل الأقنعة الجراحية وأقنعة التنفس) من قِبل عامة الناس، إذ يجب حفظها للعاملين في مجال الرعاية الصحية وذلك بسبب نقص الموارد.
في أوائل شهر مايو، توقع معهد القياسات الصحية والتقييم في جامعة واشنطن أن يصل عدد الوفيات من الأمريكيين إلى 137 ألف بحلول شهر أغسطس.

## استجابة الكونغرس

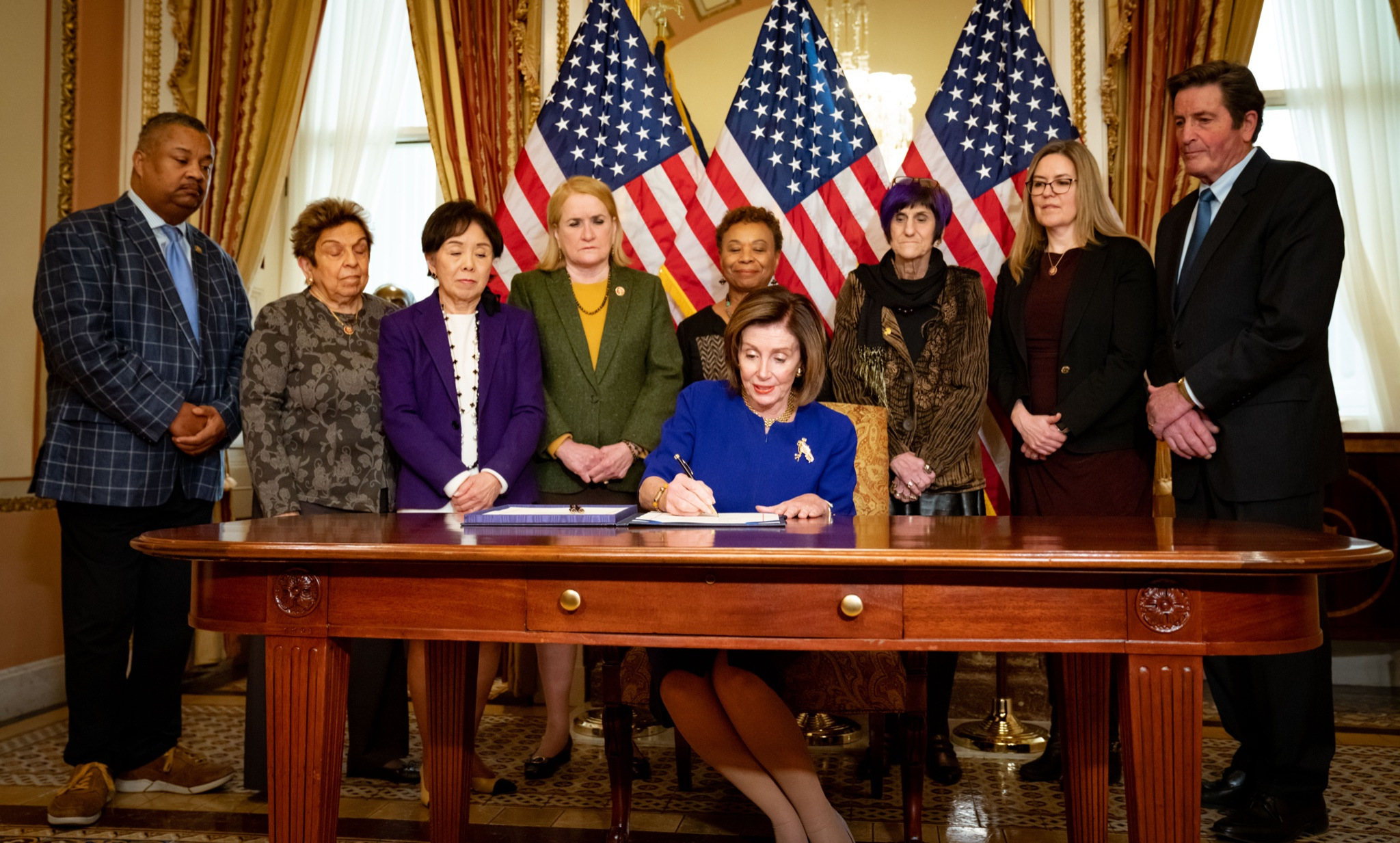
رئيسة البرلمان نانسي بيلوسي توقع قانون التأهب لفيروس كورونا واعتمادات الاستجابة الإضافية المقبل، في مارس، 2020.

في 6 مارس 2020، وفر قانون التأهب لفيروس كورونا واعتمادات الاستجابة الإضافية لعام 2020 نحو 8.3 مليار دولار لمكافحة الجائحة، ويشمل الاتفاق تخصيص «أكثر من 3 مليارات دولار للبحث وتطوير اللقاحات والعلاجات ووسائل التشخيص، بالإضافة إلى 2.2 مليار دولار لمراكز السيطرة على الأمراض والوقاية منها، و950 مليون دولار لدعم الوكالات الصحية الحكومية والمحلية». أُعطيت الموافقة على مشروع قانون آخر، وهو قانون الاستجابة لفيروس كورونا الأول للعائلات في 18 مارس. يوفر القانون إجازة طارئة مدفوعة الأجر، ويقدم المساعدة الغذائية للموظفين المتضررين، إلى جانب اختبارات مجانية للفيروس.
بتوجيه من البيت الأبيض، اقترح زعيم الجمهوريين في مجلس الشيوخ ميتش ماكونيل حزمة حوافز ثالثة تصل قيمتها إلى أكثر من تريليون دولار. وفي 22 و23 مارس، فشلت الحزمة التي تبلغ قيمتها 1.4 تريليون دولار، والمعروفة باسم قانون كيرز، في الحصول على الأصوات في مجلس الشيوخ. عدّل مجلس الشيوخ القانون، فوصلت قيمته إلى 2 تريليون دولار، تشمل 500 مليار دولار لقروض الشركات الكبرى مثل شركات الطيران و350 مليار دولار لقروض الشركات الصغيرة، و250 مليار دولار للأفراد (ترسل على هيئة شيكات بقيمة 1200 دولار أمريكي للشيك الواحد للأفراد الذين يقل دخلهم عن 75000 دولار أمريكي سنويًا)، و250 مليار دولار للتأمين ضد البطالة (بما في ذلك 600 دولار أسبوعية إضافية للعاطلين عن العمل) و150 مليار دولار أمريكي لحكومات الولايات والبلديات، و130 مليار دولار للمستشفيات. مُرر القرار بالإجماع في مجلس الشيوخ في وقت متأخر من ليلة 25 مارس. في 27 مارس، وافق مجلس النواب على مشروع قانون الحوافز الذي وقعه بعد ذلك الرئيس ترامب ليصبح قانونًا. في 21 و23 أبريل على التوالي، أقر مجلس الشيوخ ومجلس النواب مشروع قانون بقيمة 484 مليار دولار سيساعد في تمويل برنامج حماية الرواتب (الذي أُنشئ بموجب قانون كيرز)، وتوفير 75 مليار دولار من التمويل للمستشفيات، وتنفيذ اختبارات للفيروس على مستوى البلاد؛ وقعه الرئيس في 24 أبريل.
وفي 21 أبريل، حذر ماكونيل من أي إنفاق جديد، قائلًا إن ذلك لن يحل المشكلة. في 11 مايو كشف أنه «على اتصال دائم بالبيت الأبيض، وإذا قررنا المضي قدمًا سنمضي قدمًا معًا». في 29 مايو، قال إن مشروع قانون الإغاثة الرابع والأخير سيُبت فيه في غضون شهر، وفي 19 يونيو، قال إن المشروع يجب أن يركز على «أجيال المستقبل»، وهذا يشمل قوانين الحماية من المسؤولية المتعلقة بالشكاوى الخاصة بالجائحة ضد المؤسسات والجامعات. في 30 يونيو، قال إن مجلس الشيوخ سيناقش مشروع القانون التالي بعد عطلته الممتدة أسبوعين، والتي انتهت في 20 يوليو، ويأمل أن يتم ذلك قبل العطلة الصيفية (10 أغسطس_ 7 سبتمبر). في الأول من يوليو أعلن الرئيس ترامب دعمه لشيك حوافز ثانٍ أكبر. أشار ماكونيل إلى إغاثة العاطلين عن العمل و«الأطفال والوظائف والرعاية الصحية» باعتبارها نقاط محورية في مشروع القانون. وفي 27 يوليو، قُدم مشروع القانون الجمهوري الذي تبلغ قيمته تريليون دولار رسميًا في مجلس الشيوخ. انتُقد إدراج القانون لتمويل تجديد مقرات مكتب التحقيقات الفدرالي إف بي آي بشدة. في 31 يوليو، صرح ماكونيل: «أعتقد أن 15-20 رفيقًا من رفاقي لن يصوتوا لأي شيء»، وأن الديمقراطيين على «بعد سنوات ضوئية» من الإدارة وخططها. في 5 أغسطس، قال رئيس موظفي البيت الأبيض مارك ميدوز إن ترامب سيتخذ إجراءات تنفيذية لاستعادة معدلات البطالة إلى حالها ووقف عمليات الإخلاء إذا لزم الأمر، على الرغم من أن التمويل الفدرالي يخضع للكونغرس. كان 7 أغسطس الموعد النهائي للتوصل إلى اتفاق قبل العطلة المقررة، إذ ذكرت شبكة سي إن إن أن ميدوز ووزير الخزانة ستيفن منوشين «أوصيا ترامب بالمضي قدمًا في سلسلة الأوامر التنفيذية». في 8 أغسطس، وقع ترامب أربعة أوامر تنفيذية لتخصيص 400 دولار للتأمين الأسبوعي ضد البطالة ووقف الإخلاء وتأجيل ضريبة الرواتب والقروض الطلابية والإعفاء من الفائدة المترتبة على هذه القروض. أعرب ترامب ومنوشين ورئيس مجلس النواب نانسي بيلوسي عن استعداهم لمواصلة التفاوض على مشروع قانون مستقبلي، إذ قال منوشين: «الرئيس مصمم على إنفاق ما نحتاج إنفاقه»، ووصف إصرار بيلوسي على برنامج بقيمة 2 تريليون دولار بأنه «لن يجدي نفعًا».
في 12 مايو، استمعت لجنة مجلس الشيوخ للصحة والتعليم والعمل والمعاشات التقاعدية التي يقودها الجمهوريون إلى الشهادات التي أُدليت عن بعد عن فعالية استجابة إدارة ترامب. وكان الشهود الخبراء: الدكتور أنتوني فاوتشي من معاهد الصحة الوطنية الأمريكية (إن آي إتش) والدكتور روبرت ريدفيلد من مراكز السيطرة على الأمراض والوقاية منها (سي دي سي) والأدميرال بريت جيروير من خدمة الصحة العامة في الولايات المتحدة الأمريكية (يو إس بّي إتش إس) والدكتور ستيفن هان من إدارة الغذاء والدواء (إف دي إيه).

### مقترحات أخرى
في 13 مارس 2020، قدم النائبان الديمقراطيان في مجلس النواب رو خانا وتيم ريان تشريعًا يقضي بمنح تعويضات للمواطنين ذوي الدخل المنخفض في أثناء الأزمة من خلال الإعفاء الضريبي على الدخل المكتسب. أصدرت لجنة الخدمات المالية بمجلس النواب الأمريكي مقترَح حوافز في 18 مارس يمول فيه الاحتياطي الفدرالي دفعات شهرية بقيمة 2000 دولار على الأقل لكل شخص بالغ و1000 دولار إضافية لكل طفل عن كل شهر من الأزمة. وفي 18 مارس اقترحت النائبة رشيدة طليب تشريعًا يتضمن إرسال بطاقات خصم (بطاقات السحب المباشر) مسبقة الشحن بقيمة 2000 دولار إلى كل أمريكي، مع مدفوعات شهرية بقيمة 1000 دولار بعد ذلك إلى أن يتعافى الاقتصاد. في 14 أبريل، قدم خانا وريان تشريعًا يدعمه 18 من الرعاة الديمقراطيين سيوفر 2000 دولار على شكل دفعات شهرية للأمريكيين البالغين من العمر 16عام أو أكثر الذين يحصلون على أقل من 130 ألف دولار سنويًا. قدمت النائبة في مجلس النواب الهان عمر تشريعًا يلغي مدفوعات الإيجار وقروض الإسكان مدة عام. اقترح مؤخرًا النائبان طليب وبراميلا جايابال منح الأمريكيين 2000 دولار شهريًا حتى انتهاء الأزمة و1000 دولار شهريًا لعام لاحق.
اقترح النائبان مادلين دين ودون باير دفع مبلغ 1500 دولار لمرة واحدة، مع إمكانية إتباعه بدفعات فصلية قدرها 1000 دولار. وفي 8 مايو قدم أعضاء مجلس الشيوخ بيرني ساندرز وإد ماركي وكامالا هاريس خطة لدفع مبلغ 2000 دولار للأمريكيين الذين يحصلون على أقل من 120 ألف دولار سنويًا لمدة تصل إلى ثلاثة أشهر بعد انتهاء الأزمة. أيدت نانسي بيلوسي تقديم شكلٍ من أشكال الدعم الشهري المضمون. في 15 مايو، أقر مجلس النواب مشروع قانون بقيمة 3 تريليون دولار يوفر دفعة لمرة واحدة بقيمة 1200 دولار للأفراد الذين يقل دخلهم عن 75 ألف دولار سنويًا، ولكن ميتش ماكونيل وأعضاء تجمعه وصفوا المشروع بأنه «وُلد ميتًا» إذ سيوقف في مجلس الشيوخ. في 31 يوليو أقر مجلس النواب مشروعًا بقيمة 1.3 تريليون دولار، وكتبت صحيفة بوليتيكو: «ليس للمشروع أي فرصة في مجلس الشيوخ الذي يسيطر عليه الجمهوريون وقد هدد الرئيس دونالد ترامب باستخدام حق النقض ضده».
طرح الرئيس ترامب فكرة استخدام معدلات الفائدة المخفضَّة للاستثمار في البنية التحتية، بما في ذلك الطرق والجسور والأنفاق (ويستثنى من ذلك بشكل خاص مبادرات الصفقة الجديدة الخضراء للحزب الديمقراطي). قدمت بيلوسي مقترحات مماثلة، واقترحت إدراج مشاريع النطاق العريض ومشاريع المياه.
طالب الحكام الجمهوريون والديمقراطيون بتقديم 500 مليار دولار من المساعدات الفدرالية المفتوحة لحكومات الولايات، التي تخسر مليارات الدولارات من عائدات الضرائب بسبب إغلاق الشركات. واقتصرت المساعدات الحالية للولايات على برامج محددة، يغطي معظمها تكاليف مباشرة متعلقة بالجائحة، وواجهت تأخيرات في الصرف، ويمكن أن يُعاد بعضها بسبب القيود المفروضة على كيفية إنفاقها. حاول الديمقراطيون في الكونغرس التفاوض بشأن مساعدات الدولة في مشاريع الإغاثة الفدرالية، وقال ميتش ماكونيل ردًا على سؤال من مضيف برنامج حواري إذاعي، إنه سيدعم بدلًا من ذلك الولايات التي تفلس (الأمر الذي يتطلب من الكونغرس تغيير قانون الإفلاس)، ما أثار انتقادات من المسؤولين المنتخَبين من الحزبين الديمقراطي والجمهوري، وشمل ذلك الحكام الجمهوريين.
في 5 مايو، قدمت النائبة عن نيويورك كارولين مالوني مشروع قانون في مجلس النواب يقضي بإلغاء ديون قروض الطلاب العاملين في الرعاية الصحية، واقترحت عضو مجلس الشيوخ إليزابيث وارن إلغاء قروض الطلاب تمامًا.

## ردود السياسة الفيدرالية الأخرى

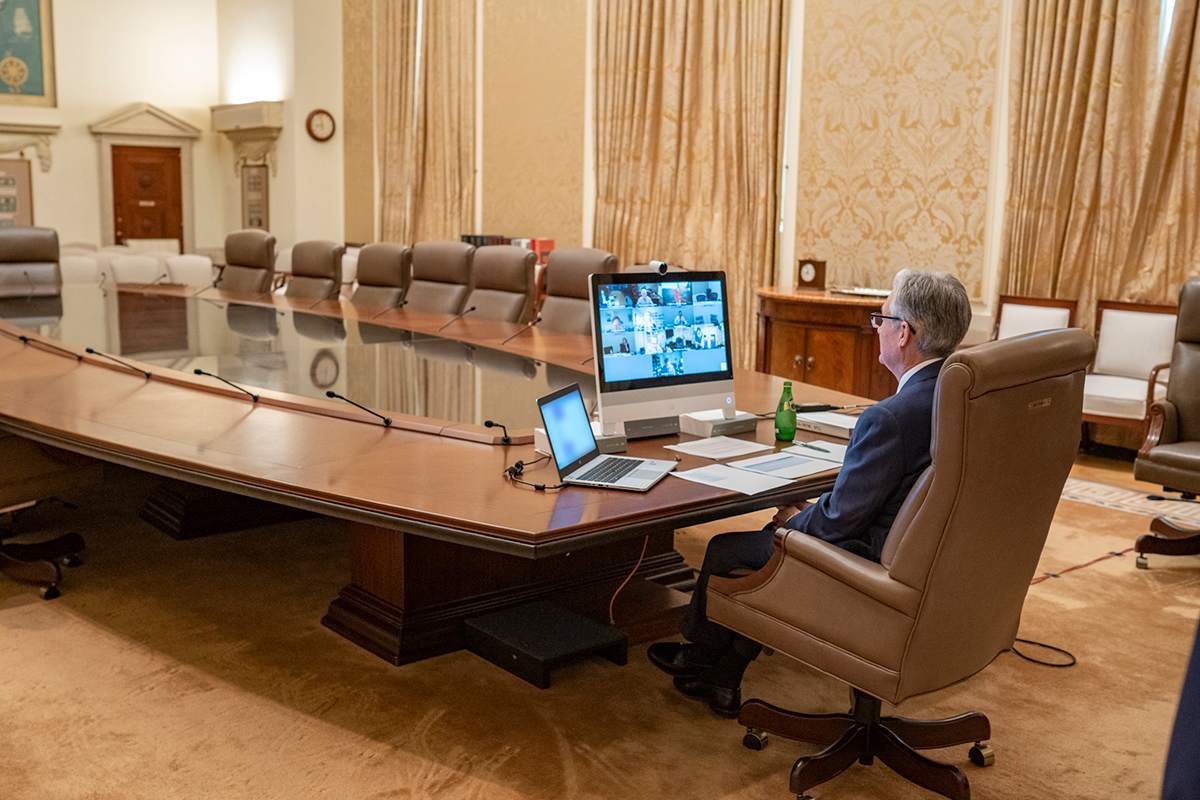
مشاركة رئيس مجلس الاحتياطي الفيدرالي جيروم باول في مؤتمر بالفيديو للجنة السوق المفتوحة الفيدرالية من مبنى إيكلز في يونيو 2020.

في 3 مارس 2020، خفض الاحتياطي الفيدرالي أسعار الفائدة المستهدفة من 1.75% إلى 1.25%، وهو أكبر تخفيض طارئ لسعر الفائدة منذ الأزمة المالية العالمية لعام 2008، وذلك في محاولة لمواجهة تأثير تفشي المرض على الاقتصاد الأمريكي.
في 11 مارس، طلب ترامب خلال خطابه في المكتب البيضاوي عددًا من التغييرات السياسية الأخرى:
- طلب من الكونغرس تقديم إعانة مالية وإجازة مرضية مدفوعة الأجر للعمال الذين حُجِروا أو اضطروا إلى رعاية الآخرين.
- طلب من إدارة الأعمال الصغيرة تقديم قروض للشركات المتضررة من الوباء، كما طلب من الكونغرس 50 مليار دولار إضافية لمساعدة الشركات المتضررة بشدة.
- طلب تأجيل مدفوعات الضرائب إلى ما بعد 15 أبريل دون فرض غرامة على المتضررين، وقال إن ذلك سيضيف 200 مليار دولار إلى السيولة الاقتصادية مؤقتًا.
- طلب من الكونغرس تقديم إعفاءات ضريبية على الرواتب للمتضررين.[90]

في 15 مارس، خفض الاحتياطي الفيدرالي سعر الفائدة المستهدف مرة أخرى إلى نطاق من 0.0% إلى 0.25% وأعلن عن برنامج التسهيل الكمي بقيمة 700 مليار دولار على غرار البرنامج الذي بدأ خلال الأزمة المالية في 2007- 2008. على الرغم من التحركات، تراجعت العقود الآجلة لمؤشرات الأسهم، مما أدى إلى فرض قيود على التداول لمنع بيع الذعر. فقد مؤشر داو جونز الصناعي ما يقرب من 13% في اليوم التالي، وهو ثالث أكبر انخفاض في يوم واحد في تاريخ المؤشر البالغ 124 عام. في ذلك اليوم، أغلق مؤشر فيكس عند أعلى مستوى منذ إنشائه في عام 1990. في 17 مارس، أعلن مجلس الاحتياطي الفيدرالي عن برنامج لشراء ما يصل إلى تريليون دولار من الأوراق التجارية للشركات لضمان استمرار تدفق الائتمان في الاقتصاد. كان الإجراء مدعومًا بنحو 10 مليارات دولار من أموال الخزينة. في هذه المرحلة، اقتربت الحكومة الفيدرالية من الاتفاق على اقتراح التحفيز -بما في ذلك المدفوعات النقدية المباشرة للأمريكيين. أعلن ترامب أن إدارة الأعمال الصغيرة ستقدم قروض الكوارث التي يمكن أن توفر للأعمال المتأثرة ما يصل إلى مليوني دولار.
في 18 مارس، أعلن ترامب أن وزارة الإسكان والتنمية الحضرية الأمريكية ستعلق جميع أنواع حبس الرهن العقاري وعمليات الإخلاء حتى نهاية أبريل. في الأسبوع الذي يبدأ في 19 مارس، أمرت وكالة تمويل الإسكان الفيدرالية مقدمي القروض المضمونة فيدراليًا بالتسامح مع التسديد لمدة تصل إلى عام على مدفوعات الرهن العقاري من الأشخاص الذين فقدوا الدخل بسبب الوباء. كذلك، شجعت وكالة تمويل الإسكان الفيدرالية مقدمي القروض غير الفيدرالية على نفس الأمر، وعملت على تمرير بند يضمن تسامح أصحاب العقارات مع المستأجرين الذين فقدوا واردهم المالي بسبب الوباء.
في 20 مارس، أعلن ترامب أن وزارة التعليم لن تطبق الاختبارات الموحدة لعام 2020، وأصدر تعليمات بالتنازل عن جميع قروض الطلاب الفيدرالية لمدة 60 يوم بدءًا من تاريخ الإعلان، وهو أمر يمكن تمديده إن لزم الأمر. أعلن وزير الخزانة ستيفن منوشين عن تمديد الموعد النهائي للعديد من الإيداعات الفيدرالية بما في ذلك إقرارات ضريبة الدخل والمدفوعات إلى 15 يوليو 2020.
في 22 آذار (مارس)، أعلن ترامب أنه أمر الوكالة الفيدرالية لإدارة الطوارئ ببناء أربع محطات طبية كبيرة بسعة 1000 سرير في نيويورك وثماني محطات طبية كبيرة سعتها 2000 سرير في كاليفورنيا وثلاث محطات طبية كبيرة وأربع محطات طبية صغيرة سعتها 1000 سرير في ولاية واشنطن.
في 23 مارس، أعلن الاحتياطي الفيدرالي عن توسيع كبير في التيسير الكمي بدون حد أقصى محدد، وعن تسهيل قرض الأوراق المالية المدعوم بالأصول، وهذا بغرض ضخ الأموال الحديثة ضمن مجموعة متنوعة من الأسواق المالية بما في ذلك سندات الشركات والصناديق المتداولة في البورصة وقروض الأعمال الصغيرة والأوراق المالية المدعومة بالرهن العقاري وقروض الطلاب وقروض السيارات وقروض بطاقات الائتمان. خفّض البنك الاحتياطي الفيدرالي معدل الفائدة على اتفاقية إعادة الشراء الخاصة به من 0.1% إلى 0.0%. في نفس اليوم، أجل ترامب الموعد النهائي المحدد في الأول من أكتوبر 2020 للأمريكيين على الخطوط الجوية التجارية لحمل وثائق متوافقة مع الهوية الحقيقية.  في 3 أبريل، أعلن ترامب أن الحكومة الفيدرالية ستستخدم الأموال العائدة من قانون كيرز للدفع للمستشفيات مقابل علاج المرضى غير المؤمن عليهم والمصابين بفيروس كورونا. في 20 أبريل، قال ترامب إنه سيوقع أمرًا تنفيذيًا بتعليق الهجرة إلى الولايات المتحدة مؤقتًا بسبب الوباء.

## الرئيس ترامب
في يناير 2020، تجاهل الرئيس ترامب تحذيرات مسؤولي إدارته بشأن التهديد الذي يشكله الفيروس على الولايات المتحدة لصالح الاعتبارات الاقتصادية للبلاد. وقلل علنًا من أهمية الخطر حتى منتصف مارس، إذ أدلى بالعديد من التصريحات المتفائلة، بما في ذلك أن تفشي المرض «تحت السيطرة» وسوف يُتغلّب عليه، أو أن الفيروس سوف يتلاشى بطريقة ما. في 26 فبراير، تحدث ترامب عن عدد المصابين المعروفين في البلاد في ذلك الوقت، وتوقع أن الحالات ستنخفض في غضون يومين إلى ما يقارب من الصفر. عندما سُئِل عن تعليقاته الأولية، أوضح ترامب أنه يريد «إعطاء الأمل للناس باعتباره قائد المشجعين للبلاد، رغم أنه يعرف كل شيء».
في 11 مارس 2020، ألقى ترامب خطابًا أعلن فيه حظرًا وشيكًا للسفر بين أوروبا والولايات المتحدة. تسبب هذا الإعلان في حدوث فوضى في المطارات الأوروبية والأمريكية، إذ سارع الأمريكيون في الخارج بالعودة إلى الولايات المتحدة. كان على الإدارة لاحقًا توضيح أن حظر السفر ينطبق على الأجانب القادمين من أوروبا، ثم أُضيفت إيرلندا والمملكة المتحدة إلى القائمة لاحقًا. أدى التطبيق الخاطئ لحظر السفر إلى الانتظار لساعات طويلة وتشكل الطوابير المزدحمة في المطارات الرئيسية للركاب الوافدين إلى الولايات المتحدة، ما تسبب في خطر على الصحة العامة. أدرج ترامب أيضًا العديد من المقترحات السياسة الاقتصادية المصممة على توفير إعفاء ضريبي للعمال، ومساعدة الشركات الصغيرة، ومكافحة انتشار الفيروس. أعلن ترامب أن شركات التأمين وافقت على التنازل عن جميع المدفوعات المشتركة لعلاجات فيروس كورونا (بعد الخطاب، أوضحت جمعية خطط التأمين الصحي الأمريكية أن الإعفاءات كانت للاختبارات فقط، وليس للعلاجات). في 13 مارس، أعلن ترامب أن فيروس كورونا حالة طوارئ وطنية، وحرر 50 مليار دولار من الأموال الفيدرالية لمكافحة تفشي المرض.
ابتداءً من 16 مارس، بدأ ترامب في عقد جلسات إحاطة صحفية يومية حول وضع فيروس كورونا، استمرت من ساعة إلى أكثر من ساعتين، وعادةً ما تُبث على الهواء مباشرة عبر قنوات التلفزيون. في 16 مارس، قال ترامب لأول مرة إن فيروس كورونا «ليس تحت السيطرة»، وأن الوضع سيء مع شهور من الاضطرابات في الحياة اليومية، واحتمال حدوث ركود اقتصادي. أيضًا في 16 مارس، أصدر ترامب وفريق العمل المعني بفيروس كورونا توصيات جديدة بناءً على إرشادات (سي دي سي) للأمريكيين، بعنوان «15 يومًا لإبطاء الانتشار».  تضمنت هذه التوصيات تطبيق التباعد الاجتماعي والتعليمات الصحية، بالإضافة إلى توجيهات الولايات للتعامل مع إغلاق المدارس ودور رعاية المسنين والأماكن العامة المشتركة.
في 17 مارس، قدم طبيب فرنسي تقريرًا عبر الإنترنت عن دراسة سريرية صغيرة تدعي تحقيق نتائج جيدة في علاج مرضى فيروس كورونا باستخدام عقار هيدروكسي كلوروكوين المضاد للملاريا. في 18 مارس، عرضت شركة تصنيع الأدوية الألمانية (باير) التبرع بملايين الجرعات من الدواء إلى إدارة الغذاء والدواء. في اليوم التالي، بتاريخ 19 مارس، روّج ترامب لدواء هيدروكسي كلوروكين من خلال إحاطته الإعلامية اليومية لعلاجات كوفيد-19 المحتملة. خلال الأسابيع العديدة التالية، واصل ترامب الترويج للعقار باعتباره «عامل تغيير قواعد اللعبة» المحتمل في علاج الفيروس. وخلال أيام من ذكره للعقار أول مرة، حدث نقص في هذا الدواء في الولايات المتحدة، وحدث إقبال عى شرائه في إفريقيا وجنوب آسيا.
في 22 مارس، أشار ترامب إلى رغبته في التخفيف من إجراءات التباعد الاجتماعي، قائلًا: «لا يمكننا أن ندع العلاج يكون أسوأ من المشكلة نفسها». على الرغم من أنه قال في إفادة سابقة له أنن الإجراءات تخضع لسيطرة الدول الفردية لتوافقها مع الدستور، وأن لديه السلطة النهائية لإصدار أوامر بإنهاء القيود المفروضة.
بحلول أبريل، مع تفاقم الوباء ووسط انتقادات لإدارته، ابتعد ترامب عن الاعتراف بأي أخطاء في تعامله مع تفشي المرض، قائلًا: «لم يكن بوسعي أن أفعل ذلك بشكل أفضل»، لكنه ألقى باللوم على كثيرين آخرين: وسائل الإعلام (للمبالغة في نشر الأخبار)، والحكام الديمقراطيين (لسوء الإدارة)، وإدارة أوباما (لعدم الاستعداد الكافي)، والصين (بسبب الافتقار إلى الشفافية)، ومنظمة الصحة العالمية (بسبب عدم الاستجابة الصحيحة للجائحة).
في 15 أبريل، قال ترامب إن البيانات الحكومية أظهرت أن الولايات المتحدة تجاوزت ذروة الجائحة وأنها في وضع قوي للغاية لوضع اللمسات الأخيرة على المبادئ التوجيهية للدول بشأن إعادة فتح البلاد. أعلن وقفًا مؤقتًا لتمويل منظمة الصحة العالمية بسبب طريقة تعاملها مع تفشي فيروس كورونا، والمحسوبية المزعومة للصين. في اليوم التالي، 16 أبريل، كشفت الإدارة النقاب عن مبادئ توجيهية فيدرالية جديدة لنهج ثلاثي المراحل لاستعادة التجارة والخدمات العادية، ولكن فقط للأماكن التي تشهد انخفاضًا في حالات كوفيد-19.
من منتصف مارس وحتى أواخر أبريل، اجتمعت فرقة العمل المعنية بفيروس كورونا في البيت الأبيض يوميًا في غرفة العمليات وأعطت إيجازًا صحفيًا بكل التحديثات والإرشادات وتغييرات السياسة إلى الجمهور. نادرًا ما حضر ترامب الاجتماعات اليومية. في 23 أبريل، خلال أحد الاجتماعات، قدم ويليام بايرون، مسؤول من وزارة الأمن الداخلي، عرضًا موجزًا لترامب حول تأثير المطهرات وأشعة الشمس على الفيروس على الأسطح، والتي نوقشت خلال اجتماع غرفة العمليات السابق. بعد العرض الذي قدمه بايرون في المؤتمر الصحفي، بدأ ترامب في طرح الأسئلة واقترح إمكانية استخدام الضوء أو المطهرات داخل جسم الإنسان لعلاج فيروس كورونا.  دفعت تصريحات ترامب الأطباء والمشرعين وصانعي العلامة التجارية المطهرة (ليسول) إلى نفي هذا الكلام والتحذير من تناول المواد الكيميائية المطهرة.
شجع ترامب المتظاهرين الذين انتهكوا أوامر البقاء في المنزل في الدول الديمقراطية، أشاد أيضًا بالحكام الجمهوريين الذين انتهكوا إرشادات البيت الأبيض الخاصة بفيروس كورونا فيما يتعلق بإعادة فتح أعمالهم.
قال ترامب مرارًا إن الولايات المتحدة «تقود العالم» في استجابتها للجائحة. في مايو، أخبر المشرعين أنه أجرى مكالمات هاتفية مع شينزو آبي وأنجيلا ميركل وقادة عالميين آخرين لم يكشف عن أسمائهم و«الكثير منهم، جميعهم تقريبًا، أود أن أقول إنهم جميعًا» يعتقدون أن الولايات المتحدة تقود الطريق. كتبت الغارديان أن أيًا من قادة العالم الذين ذكرهم لم يقل أي شيء يوحي بأن ادعاء ترامب كان صحيحًا، بل بالأحرى أن رده «أمريكا أولًا» أدى إلى نفور حلفاء أمريكا المقربين. كتبت صحيفة الغارديان أن قرار ترامب بعدم دعم منظمة الصحة العالمية خلال ذروة الجائحة وعدم المشاركة في جهد عالمي لتطوير لقاح «زاد من الغضب وأثار شكاوى من أن الولايات المتحدة تتخلى عن دورها في القيادة العالمية». أظهر استطلاع فرنسي أُجري في مايو أن 2% فقط لديهم «ثقة في أن ترامب يقود العالم في الاتجاه الصحيح».
في الأول من مايو، قدم مركز السيطرة على الأمراض والوقاية منها (سي دي سي) تقريرًا من 17 صفحة بعنوان: إرشادات لتنفيذ إطار افتتاح أمريكا مرة أخرى. وقد كُتب هذا التقرير لتقديم المشورة للقادة الدينيين وأماكن العمل والأماكن العامة الأخرى والمعلمين والمسؤولين الحكوميين والمحليين عندما بدأوا في إعادة الافتتاح. رفض البيت الأبيض استخدام التقرير. قال ترامب إنه شعر أن المبادئ التوجيهية كانت مقيدة للغاية، وعلّق قائلًا «أرى الوضع الطبيعي الجديد كما كان قبل ثلاثة أشهر. أعتقد أننا نريد العودة إلى ما كان عليه». بحلول منتصف مايو بدأت معظم الولايات في إعادة فتح المطاعم وأماكن العمل الأخرى، ما وضع قيودًا على عدد الأشخاص المسموح بتواجدهم في المؤسسات في نفس الوقت. حذر رئيس مركز السيطرة على الأمراض والوقاية منها، أنتوني فوسي، من أنه إذا لم يتوخى الناس الحذر، فقد يرتفع معدل العدوى، وكان قلقًا بشكل خاص بشأن افتتاح المدارس في الخريف. أجاب ترامب على تصريحات فوسي في مقابلة له قائلًا: «علينا أن نفتح المدارس، علينا أن نفتح بلادنا ... علينا أن نفتحها. أنا أختلف مع فوسي تمامًا».
في الرابع من يوليو، قال ترامب إن الولايات المتحدة كانت تجري الكثير من الاختبارات، وأنه من خلال القيام بذلك، تبين أن 99% من الحالات غير خطيرة تمامًا. ورفض مفوض إدارة الغذاء والدواء الدكتور ستيفن هان تأكيد تصريحات ترامب. قدرت منظمة الصحة العالمية أن 15% من حالات كوفيد-19 تصبح حادة و 5% تصبح حرجة.

## المسؤولون عن الإدارة
قدم المسؤولون الحكوميون خلال المراحل الأولى من تفشي المرض، تقييمات متباينة لخطورة وحجم التفشي. وقال مدير مركز السيطرة على الأمراض والوقاية منها، روبرت ر. ريدفيلد، في أواخر يناير إن «الخطر المباشر على الجمهور الأمريكي منخفض»، ثم قال في أواخر فبراير إنه سيكون من الحكمة افتراض أن هذا العامل الممرض سيكون معنا لبعض الوقت في المستقبل.  ظهرت رئيسة مجلس النواب نانسي بيلوسي على شاشة التلفزيون وهي تشجع الناس على زيارة الحي الصيني في منطقة سان فرانسيسكو التي تعيش فيها، بينما أعلن رئيس السياسة الاقتصادية الفيدرالية لاري كودلو أن احتواء فيروس كورونا قريب جدًا. حذرت الدكتورة نانسي ميسونييه (رئيسة المركز الوطني للتحصين وأمراض الجهاز التنفسي) وأنتوني فوسي (رئيس المعهد الوطني للحساسية والأمراض المعدية) من الانتشار الوشيك للفيروس في المجتمع في الولايات المتحدة، إذ صرّحت ميسونييه: «قد يكون الاضطراب في الحياة اليومية شديدًا». حول هذه النقطة، حذّر ستيفن هان، رئيس إدارة الغذاء والدواء، من انخفاض في الإمدادات الطبية الوطنية بسبب تفشي المرض. في أوائل مارس، أعلن الجراح العام الأمريكي، جيروم آدامز، أن «هذا من المرجح أن يزداد سوءًا قبل أن يتحسن».
في فبراير 2020، أخبر مركز السيطرة على الأمراض والوقاية منها الصحافة بأنه يتوقع انتشار العدوى، وحث الحكومات المحلية والشركات والمدارس على وضع خطط لتفشي المرض. من بين الاستعدادات المقترحة: إلغاء التجمعات الجماهيرية، والتحول إلى العمل عن بعد، والتخطيط لاستمرار العمليات التجارية في مواجهة الغياب المتزايد أو اضطراب سلاسل التوريد. حذر مسؤولو مراكز مكافحة الأمراض والوقاية منها من أن انتقال العدوى على نطاق واسع قد يجبر أعدادًا كبيرة من الناس على طلب العلاج في المستشفيات والرعاية الصحية، ما سيثقل كاهل أنظمة الرعاية الصحية.
قال مقال نُشر في 14 مارس على قناة (إن بي سي) أن مسؤولي مراكز السيطرة على الأمراض والوقاية منها أرادوا أن يوصوا كل من تجاوز عمره الستين بالبقاء في المنزل قدر الإمكان، لكن صدرت تعليمات من إدارة ترامب بعدم قول ذلك.
أكد مسؤولو الصحة العامة أن الحكومات المحلية ستحتاج إلى مساعدة من الحكومة الفيدرالية إذا كان هناك إغلاق للمدارس والشركات. في 23 مارس، ظهر الجراح العام جيروم آدامز في العديد من وسائل الإعلام، وقد أيّد إجراءات التباعد الاجتماعي وحذر البلاد: «هذا الأسبوع، سيكون سيئًا ... نحن حقًا، نحتاج من الجميع أن يبقوا في منازلهم ... كل ثانية مهمة. وفي الوقت الحالي، لا يوجد عدد كافٍ من الأشخاص الذين يأخذون الأمر على محمل الجد». في 5 أبريل، قال أنتوني فوسي إن ما يصل إلى 50% من حاملي فيروس كورونا قد لا تظهر عليهم أعراض. في أواخر أبريل، أعلن مستشار ترامب وصهره، جاريد كوشنر، أنه ردًا على الجائحة، «ارتقت الحكومة الفيدرالية إلى مستوى التحدي، وهذه قصة نجاح عظيمة».
بحلول منتصف مايو، انخفض الظهور الإعلامي لكبار مسؤولي الصحة الفيدراليين بشكل كبير.

## قمع كاشفي الفساد
حلت إدارة ترامب محل كريستي غريم كمفتش عام لوزارة الصحة والخدمات الإنسانية بعد أن أصدرت تقريرًا يوثق النقص الحاد في الإمدادات الطبية في المستشفيات الأمريكية مع زيادة حالات كوفيد-19، وهو ما يتعارض مع ادعاءات الرئيس ترامب بأن المستشفيات لديها ما تحتاجه. قدم ريك برايت، المدير السابق لهيئة البحث والتطوير في الطب الحيوي المتقدم، شكوى عن المخالفات زعم فيها أن نقله إلى المعاهد الوطنية للصحة كان بمثابة انتقام لإثارة مخاوف بشأن مخاطر العلاجات غير المثبتة علميًا، بما في ذلك مشاركة المعلومات حول الآثار الجانبية المعروفة لهيدروكسي كلوروكين، والتي روج لها الرئيس ترامب في الإحاطات الصحفية. وأدلى برايت بشهادته أمام لجنة في مجلس الشيوخ أن مسؤولي (إتش إتش إس) أنكروا وتجاهلوا تحذيراته في يناير بشأن نقص الإمدادات المحلية من أقنعة الوجه. قال برايت انهم أخبروه في حالة حدوث مثل هذا النقص، فإن الحكومة ستغير ببساطة إرشادات مراكز مكافحة الأمراض والوقاية منها لإخبار بعض الأشخاص بأنهم لا يحتاجون إلى ارتداء هذه أقنعة.
أدت الاستجابة للجائحة إلى توسع غير مسبوق في سلطات الحكومة. يشعر المدافعون عن الحكومة الصغيرة بالقلق من أن الدولة ستتردد في التخلي عن تلك السلطة بمجرد انتهاء الأزمة، كما كان الحال تاريخيًا.